# 財務管理服務部門 (美國)
財務管理服務部門（Financial Management Service，簡稱FMS）是美國財政部的一個部門，成立於1974年，為聯邦政府提供了多種財務服務。2012年10月7日，財政部長提摩西·弗朗茨·蓋特納發布了一項指令，將FMS與公共債務局合併，以組建新的財政局。